# Borgonuovo (Teano)
Borgonuovo è una frazione italiana di 145 abitanti, che fa parte del comune di Teano. Nota soprattutto per essere stato il luogo dell'incontro tra Giuseppe Garibaldi e Vittorio Emanuele II, nel 1860, con il quale si concluse la spedizione dei Mille. Secondo le fonti storiche Borgonuovo è indicata nelle mappe topografiche a partire dal 1600.

## Geografia fisica
Si trova nella zona nord-est del comune di Teano, ai confini con i comuni di Caianello, e Vairano Patenora, la frazione sorge a circa 185 metri sul livello del mare.

## Monumenti e luoghi d'interesse
È presente la chiesa di Maria Santissima della Libera.